# 1979 na arte

## Eventos
- Philip Johnson (Estados Unidos) vence a primeira edição do Prémio Pritzker.

## Nascimentos
| Data | Nome           | Profissão | Nacionalidade | Observações | Ref |
| ---- | -------------- | --------- | ------------- | ----------- | --- |
| ??   | Daniela Anghel | pintora   | Roménia       |             |     |

## Mortes
| Data           | Nome             | Profissão                                                             | Nacionalidade | Observações | Ref |
| -------------- | ---------------- | --------------------------------------------------------------------- | ------------- | ----------- | --- |
| 31 de maio     | Djanira          | pintora, desenhista, ilustradora, cartazista, cenógrafa e gravadora   | Brasil        | n. 1914     |     |
| 11 de julho    | Lucília Fraga    | pintora                                                               | Brasil        | n. 1895     |     |
| 22 de dezembro | Manuel Martins   | pintor, ilustrador, desenhista, gravador, escultor e ourives          | Brasil        | n. 1911     |     |
| ??             | Erich Kahn       | pintor                                                                | Alemanha      | n. 1904     |     |
| ??             | Fernando Corona  | escultor, arquiteto, ornatista, ensaísta, crítico e professor de arte | Espanha       | n. 1895     |     |
| ??             | Henrique Moreira | escultor                                                              | Portugal      | n. 1890     |     |

## Prémios
- Prémio Pritzker - Philip Johnson[1]